# MDPI
MDPI (abréviation pour Multidisciplinary Digital Publishing Institute) est un éditeur de revues scientifiques en libre accès qui impose des frais de publication. MDPI publie plus de 430 revues couvrant une grande variété de champs scientifiques, et lance environ dix nouvelles revues chaque mois.
MDPI est dirigé par Shu-Kun Lin (zh) et est issu de l'association Molecular Diversity Preservation International, qui avait pour objectif de constituer une collection de substances naturelles rares. À cette fin a été créé en 1996 le journal Molecules avec Springer Verlag. L'année suivante, MDPI a repris seule l'édition de la revue. Selon ses propres informations, MDPI a des bureaux à Pékin, Wuhan, Barcelone et Belgrade.
En janvier 2024, MDPI publiait 433 revues académiques, dont 92 indexées dans le Science Citation Index Expanded, 7 dans le Social Sciences Citation Index, 138 référencées dans SciFinder, et 270 dans Scopus. Ses revues sont également incluses dans le DOAJ. MDPI publie aussi des livres en libre accès indexés dans le DOAB, OAPEN et BCI. Il est membre de l'Open Access Scholarly Publishers Association (OASPA), du Committee on Publication Ethics (COPE), de l'International Association of Scientific, Technical, and Medical Publishers (STM), et est un éditeur participant et soutien de l’Initiative for Open Citations (I4OC).
Les articles soumis aux revues MDPI subissent une étape d'évaluation par les pairs, mais la qualité de cette étape a été contestée (certains articles rejetés par les évaluateurs ayant été acceptés par l'éditeur). Il a donc été reproché à MDPI d'être une machine à faire de l'argent, réclamant des frais de publications disproportionnés, recourant à l'envoi massif de courriels promotionnels, et davantage guidée par la quantité que la qualité,,,,,.
Tous les articles des revues MDPI sont publiés sous licence Creative Commons.

## Molecular Diversity Preservation International

### Collecte et stockage de substances naturelles
L'association déclarée Molecular Diversity Preservation International a été fondée en 1996 par Shu-Kun Lin et Benoit R. Turin à Bâle. Le but de cette association était de constituer et de préserver une collection de substances naturelles rares. Cette collection a été remise à la MDPI Sustainability Foundation en 2012 ; parallèlement, l'association Molecular Diversity Preservation International a été dissoute. La collecte et le stockage de ces substances naturelles rares sont actuellement supervisés par la société MolMall Sarl pour le compte de la MDPI Sustainability Foundation.

### RevueMolecules
La revue spécialisée Molecules a été fondée en 1996 en coopération avec Springer-Verlag pour enregistrer la documentation sur les substances naturelles collectées. C'était la première revue scientifique publiée par l'éditeur en Libre accès. La revue était axée sur la synthèse et la chimie organique de produits naturels, mais selon ses propres informations, elle couvre tout le spectre de la chimie en 2019.

## MDPI (Multidisciplinary Digital Publishing Institute)

### Naissance
MDPI AG est un éditeur commercial de revues en libre accès. Il a été fondé par la Molecular Diversity Preservation International Organization. Il a été officiellement enregistré en mai 2010 à Bâle, en Suisse, par Shu-Kun Lin et Dietrich Rordorf et a maintenant[Quand ?] deux bureaux en Chine et deux autres bureaux en Espagne et en Serbie en plus du siège de Bâle.
MDPI tire ses ressources principalement des frais de traitement d'articles pour la vérification, la révision et la publication des articles scientifiques. MDPI est soutenu par plus de 67 200 chercheurs et éditeurs universitaires actifs. Plus de 263 500 auteurs ont publié avec MDPI (en novembre 2020). MDPI est membre du Committee on Publication Ethics (en) (COPE), de  l’International Association of Scientific, Technical, and Medical Publishers (en) (STM), et de l’Open Access Scholarly Publishers Association (OASPA).

### Modèle économique
Les articles publiés par MDPI sont en libre accès pour les lecteurs. Les frais de publication payés par les auteurs (ou leur institution d'affectation) sont de 1 300 à 2 700 € par article en 2023 (1 400 à 2 600 francs suisses, prix variable suivant les revues MDPI). 
Les revues ont un délai de publication extrêmement rapide : ainsi, pour la revue Mathematics, le délai annoncé est de moins d'une semaine en moyenne. Le délai réel de publication est en moyenne plutôt de 11 semaines, selon le Directory of Open Access Journals. Pour obtenir ces délais toutefois bien plus courts que ceux de la plupart des éditeurs historiques en science, MDPI procède à l'envoi massif d'emails pour avoir un rapport d'experts sous 7 jours, et ces rapporteurs-relecteurs reçoivent en retour une réduction des frais de publication de leurs propres articles dans des journaux de MDPI. MDPI possède de plus un important effectif de relecteurs-correcteurs (pour le style, la bibliographie, etc.) de plus de 2 000 personnes, la plupart en Chine. 

### Revues scientifiques
En date du 15 janvier 2021, MDPI publie 304 revues académiques dans divers domaines ;  159 d'entre elles sont répertoriées dans la base de données scientifique Web of Science. Dans le Journal Citation Reports, géré par Thomson Reuters comme Web of Science, un facteur d'impact figure, pour 80 des revues de MDPI en 2020. En outre, 72 revues des domaines de la biomédecine et des sciences de la vie sont archivées dans PubMed Central, la plus grande archive librement accessible pour la littérature biomédicale spécialisée. Des articles de 160 revues sont également répertoriés dans Scopus. Parmi les référenceurs plus spécialisés thématiquement, MDPI se voit notamment indexer 14 revues dans la base de données Ei Compendex, spécialisée en ingénierie, 3 revues dans zbMATH et 5 dans MathSciNet, et 4 dans le Social Sciences Citation Index.
Conformément aux lignes directrices de l'OASPA, tous les articles des revues de MDPI sont publiés sous licence CC-BY depuis 2008 et stockés dans les archives numériques de la Bibliothèque nationale suisse et de CLOCKSS.

## Controverses
L'éditeur a été jugé peu sérieux en février 2014 par Jeffrey Beall, un critique de la prolifération sauvage de l’édition en libre accès. Cette évaluation a été révisée en novembre 2015 à la suite des objections de diverses parties. Ainsi, le chimiste Peter Murray-Rust a jugé la critique de Beall irresponsable et non basée sur des faits. Une étude de l'Open Access Scholarly Publishers Association réalisée en réponse aux critiques de Beall considère que MDPI respecte les normes de leur organisation. Après avoir retiré sa liste du Web, Beall a écrit que des éditeurs prédateurs avaient fait pression sur son employeur pour que celui-ci lui impose de retirer sa liste, mentionnant spécifiquement MDPI comme « essayant d'être aussi encombrant que possible pour l'université en faisant que la gestion des courriels excède celle-ci au point qu'elle fasse taire Beall pour se débarrasser du problème ».
En juin 2020, MDPI a suscité une controverse lorsqu'un groupe de chercheurs de l'université de Leeds a été informé par un représentant de MDPI que les universitaires des pays développés seraient prioritaires pour la publication,.

## Journaux (sélection)
Voici une sélection des revues publiées par MDPI :
- Algorithms (en)
- Atmosphere
- Biology (en)
- Crystals (de)
- Energies (en)
- Entropy
- Genes
- International Journal of Environmental Research and Public Health (en)
- International Journal of Molecular Sciences
- ISPRS International Journal of Geo-Information (en)
- Life (en)
- Marine Drugs
- Materials (en)
- Molbank
- Molecules
- Nutrients (en)
- Polymers (en)
- Remote Sensing (en)
- Scientia Pharmaceutica (en)
- Sensors
- Sustainability (en)
- Viruses (en)
- Water